# Plectocythere crotaphis
Plectocythere crotaphis is een mosselkreeftjessoort uit de familie van de Eucytheridae. De wetenschappelijke naam van de soort is voor het eerst geldig gepubliceerd in 1965 door Hobbs.